# Michael Andreas Lang
Michael Andreas Lang, gebürtig Michael Lang (* 9. Juli 1912 in Mörbisch am See; † 1996), war ein österreichischer Heimatdichter und Komponist.

## Leben und musikalisches Wirken
Lang wurde 1912 in Mörbisch am See geboren, das damals im ungarischen Teil von Österreich-Ungarn lag. Nach dem Zweiten Weltkrieg ließ sich die Familie in Tarrenz in Tirol nieder. Einige Jahre später wurde Lang Musikschuldirektor in der Stadt Imst. Ab den 1960er Jahren war er als Bezirkskapellmeister tätig und gründete mehrere Musikkapellen im Bezirk Imst bzw. fungierte als Kapellmeister, etwa von Tarrenz (1949 bis 1963), Karrösten (1959 und 1978) oder Nassereith (1980–1982). Lang komponierte auch zahlreiche neue Lieder, Orchesterstücke und Märsche, die bis heute aufgeführt werden, darunter etwa "Es lag ein Nebel überm Feld", "Froher Start" oder "Über den Wolken" (1953).

## Dichtung
Neben seinem Wirken als Komponist und Musiker veröffentlichte Lang mehrere Gedichte und Lyrikbände auf Hochdeutsch sowie in der Burgenländischen Mundart seiner Heimatgemeinde Mörbisch, darunter:
- 1973: "Rund um an See": Gedichte in burgenländischer Mundart[6]
- 1982: "Um D'Rohrwaond: Gedichte und Geschichten in burgenländischer Mundart", ISBN 9783853395394.
- 2012: "In einem Dorfe. Gesammelte Werke von Mundartdichter Michael Andreas Lang"[7]

## Ehrungen

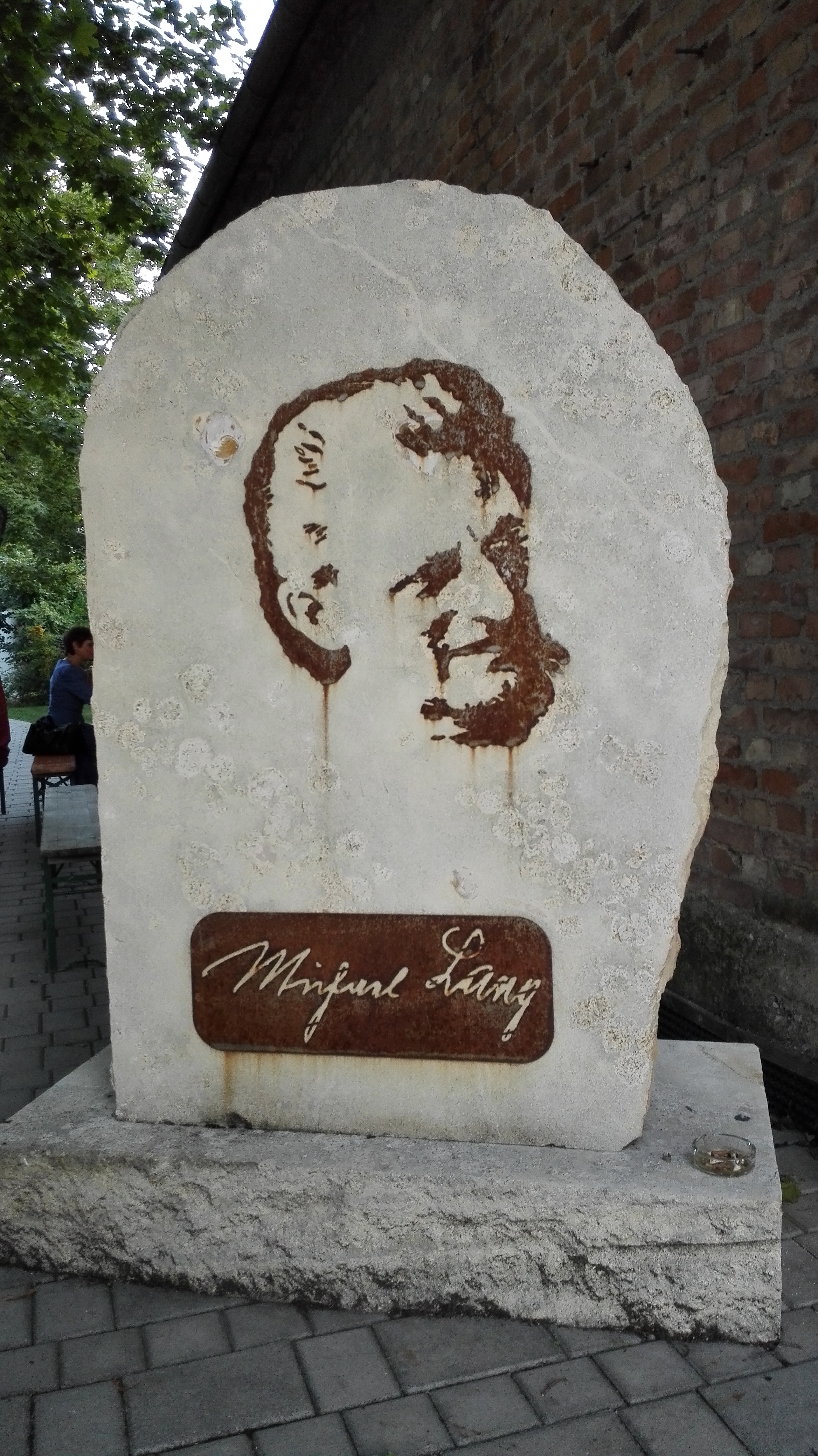
Gedenkskulptur für Michel Lang in Mörbisch am See

Zum einhundertsten Geburtstag von Michael Andreas Lang gab die Gemeinde Mörbisch 2012 den Gedenkband „In einem Dorfe. Gesammelte Werke von Mundartdichter Michael Andreas Lang“ heraus und ließ eine Skulptur von Lang anfertigen, die seitdem im Park der Gemeinde steht.